# Centre-ville de Valence
Le centre-ville de Valence est le quartier qui constitue le centre de la ville de Valence, préfecture du département de la Drôme. Il est l'un des quartiers les plus anciens et les plus animés de la ville. Il s'agit également du cœur économique de l'agglomération valentinoise et se compose de nombreux commerces, boutiques, restaurants, bars et pubs, cinémas, hôtels, bâtiments historiques, services administratifs (tels que l'hôtel de ville de Valence, l'hôtel de préfecture de la Drôme, la trésorerie générale, la sécurité sociale), palais de justice, préfecture de police, service régional de police judiciaire, ministère des finances, office de tourisme, théâtre de la ville.
Le centre-ville bénéficie également d’atouts majeurs avec un fort dynamisme culturel accueillant en son sein nombres d’événements et manifestations tout au long de l’année et pouvant compter sur un tissu associatif très actif. Le centre-ville compte plus de 500 commerces.

## Géographie

### Localisation
Le centre-ville est entouré du quartier de Faventines à l'est, du Rhône à l'ouest, du quartier du Vieux Valence au nord-ouest, de la ville de Bourg-lès-Valence au nord-est, du quartier de la Gare au sud-est, et du quartier de Calvaire-Hugo au sud-ouest. Le Rhône sépare le centre-ville de Valence de la ville de Guilherand-Granges (département de l'Ardèche) à l'ouest. L'un de ses affluents traverse également la ville : l'Épervière, une rivière longue de 2,6 km, formée entre autres par la réunion de la plupart des canaux valentinois et qui prend sa source dans le parc Jouvet.

## Histoire
Valence est fondée en 121 av. J.-C. dans le territoire des Segovellaunes, après l'invasion par les Romains et se positionne rapidement comme étant le plus vaste carrefour de voies romaines, après Lyon. Avec son importance grandissante, Valence accède au statut de colonie romaine. Au fil des siècles, la ville prend de l'ampleur et s'agrandit. Il faut attendre le XIXe siècle pour que la cité sorte de ses remparts, remplacés par des boulevards dès 1860. Le centre-ville se développe autour de son centre ancien.
Aujourd'hui, de nombreux vestiges de l’époque médiévale, de la Renaissance, mais aussi des XVIIe siècle, XVIIIe siècle et XIXe siècle sont visibles dans le centre-ville. Comme bon nombre de villes gallo-romaines, Valence reçut un plan orthonormé. L’orientation du réseau viaire urbain a successivement suivi les cadastres « A », inclinée à N-12°30’E et « B », inclinée à N-23°E, repérés dans la plaine valentinoise.
La ville de Valence est établie sur quatre terrasses alluviales qui s'étagent sur la rive gauche du Rhône. Le quartier se trouve sur la deuxième terrasse de la ville, à l'abri des crues du fleuve, où s'est développée le centre historique, d'abord à l'intérieur de ses remparts (Vieux Valence), puis à l'extérieur (quartiers de Faventines, Victor Hugo et Latour Maubourg).
Au cours de la Seconde Guerre mondiale, Valence subit plusieurs bombardements aériens alliés, destinés à détruire le pont sur le Rhône. Le 15 août 1944, les bombes détruisent plusieurs quartiers et édifices de la ville, dont l'hôpital (situé à l'époque sur les berges du Rhône), faisant 280 victimes. De la préfecture de l'époque, il ne reste que le portail, soigneusement conservé depuis. La partie nord de Valence, ainsi quasiment rasée, a été rebâtie et on y trouve aujourd'hui beaucoup de bâtiments administratifs tels que l'Hôtel de préfecture de la Drôme, la trésorerie générale, la sécurité sociale, la poste centrale et l'hôtel de police.
Dans les années 2000, d'importants travaux de réaménagement et d'embellissement du centre-ville voient le jour, notamment avec l'enfouissement du parking sous le Champ de Mars et l'aménagement de l'esplanade autour du kiosque Peynet (1999-2000), mais aussi avec la restructuration des grands boulevards : les avenues Gambetta et Sadi Carnot, et le boulevard Général de Gaulle (2004-2009).

## Édifices publics
- L'hôtel de ville de Valence
- L'hôtel de police de Valence
- L'hôtel de préfecture de la Drôme
- La gare de Valence-Ville
- La poste centrale de Valence
- Le centre des finances publiques

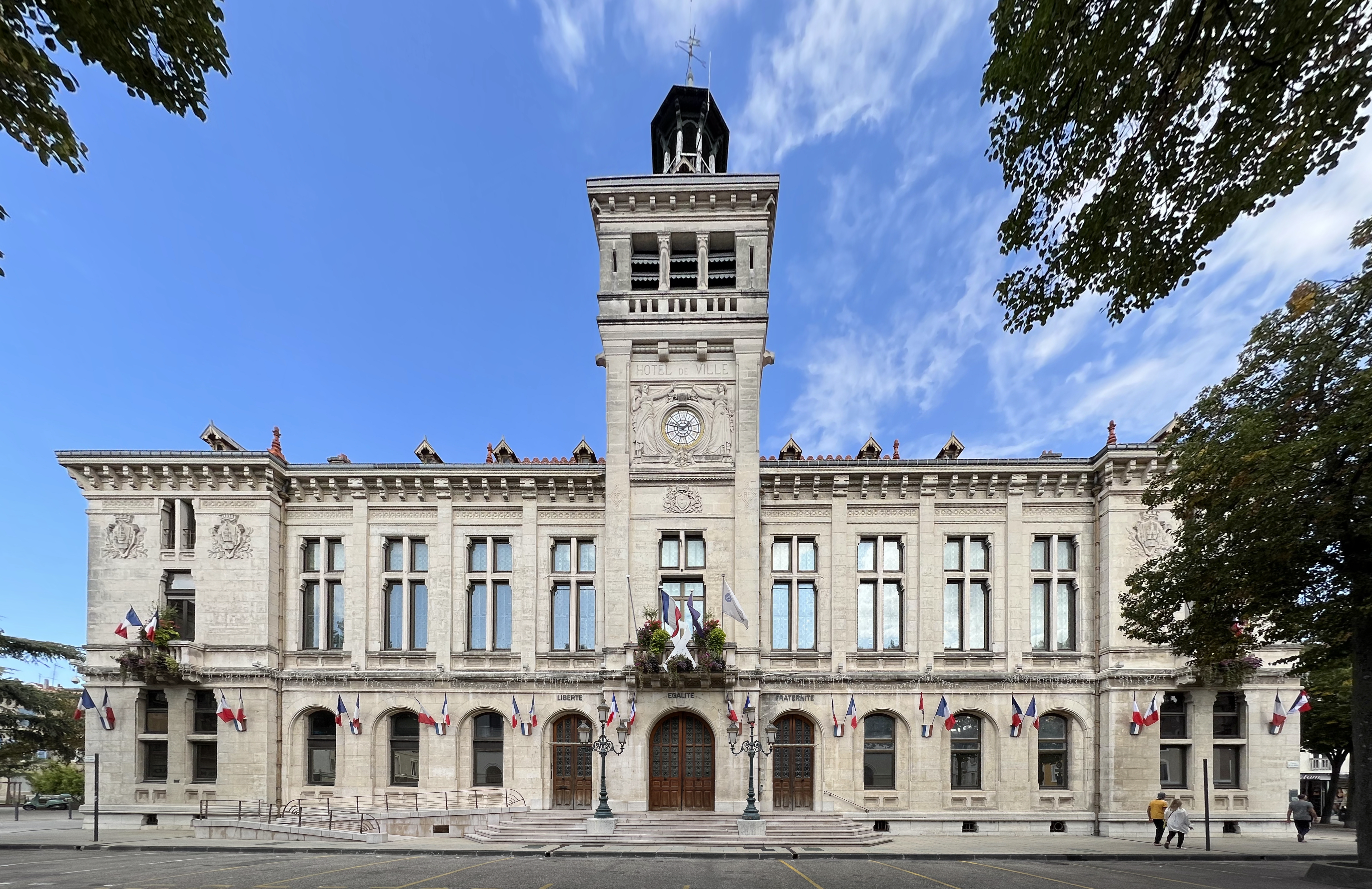
L'hôtel de ville de Valence.

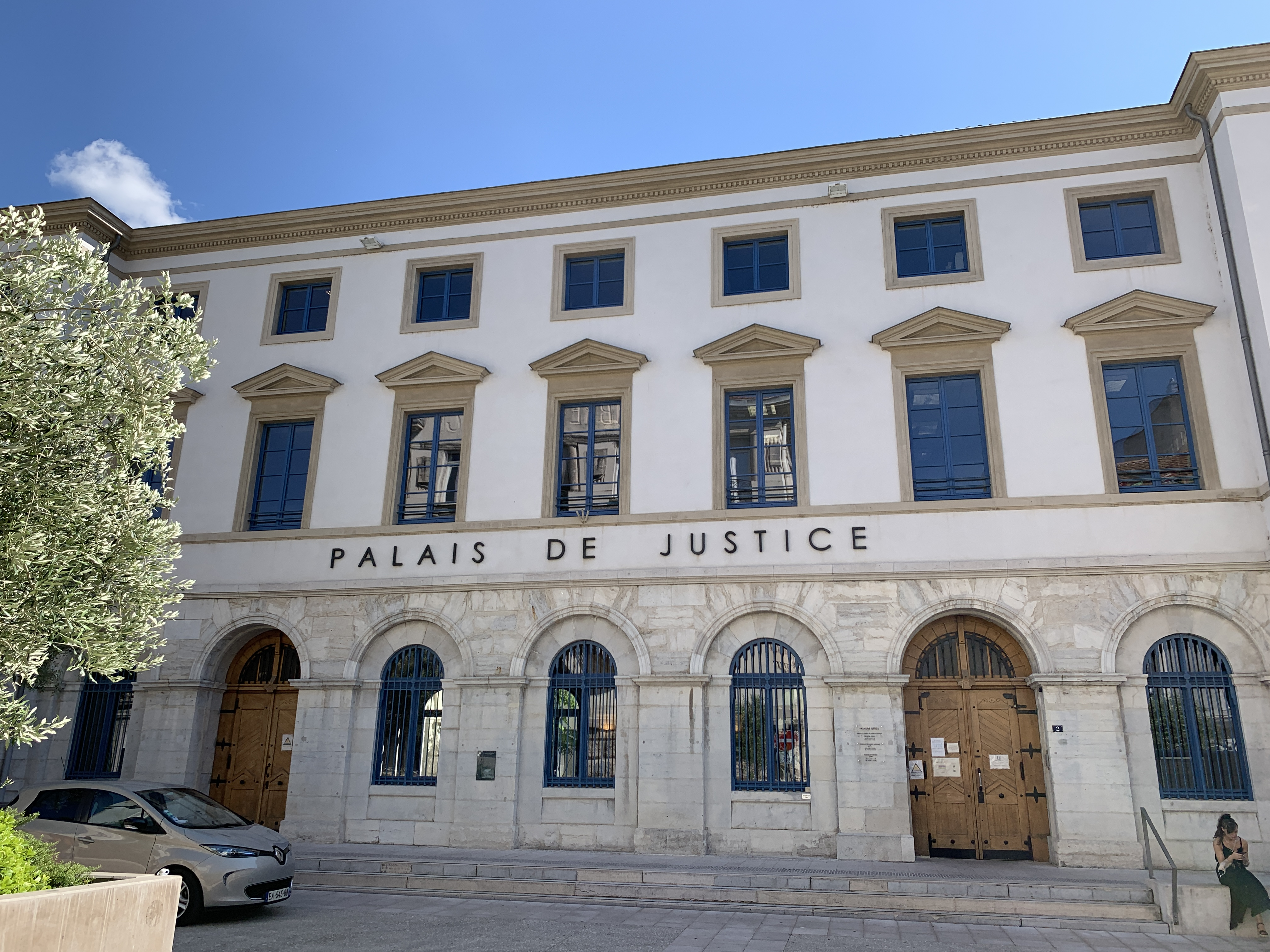
Palais de justice.

- La bibliothèque municipale de Valence Centre
- Le Tribunal de Grande Instance de Valence

## Culture et patrimoine

### Musées
- Musée d'Art et d'Archéologie de Valence
- Centre du patrimoine arménien de Valence

### Monuments et lieux touristiques

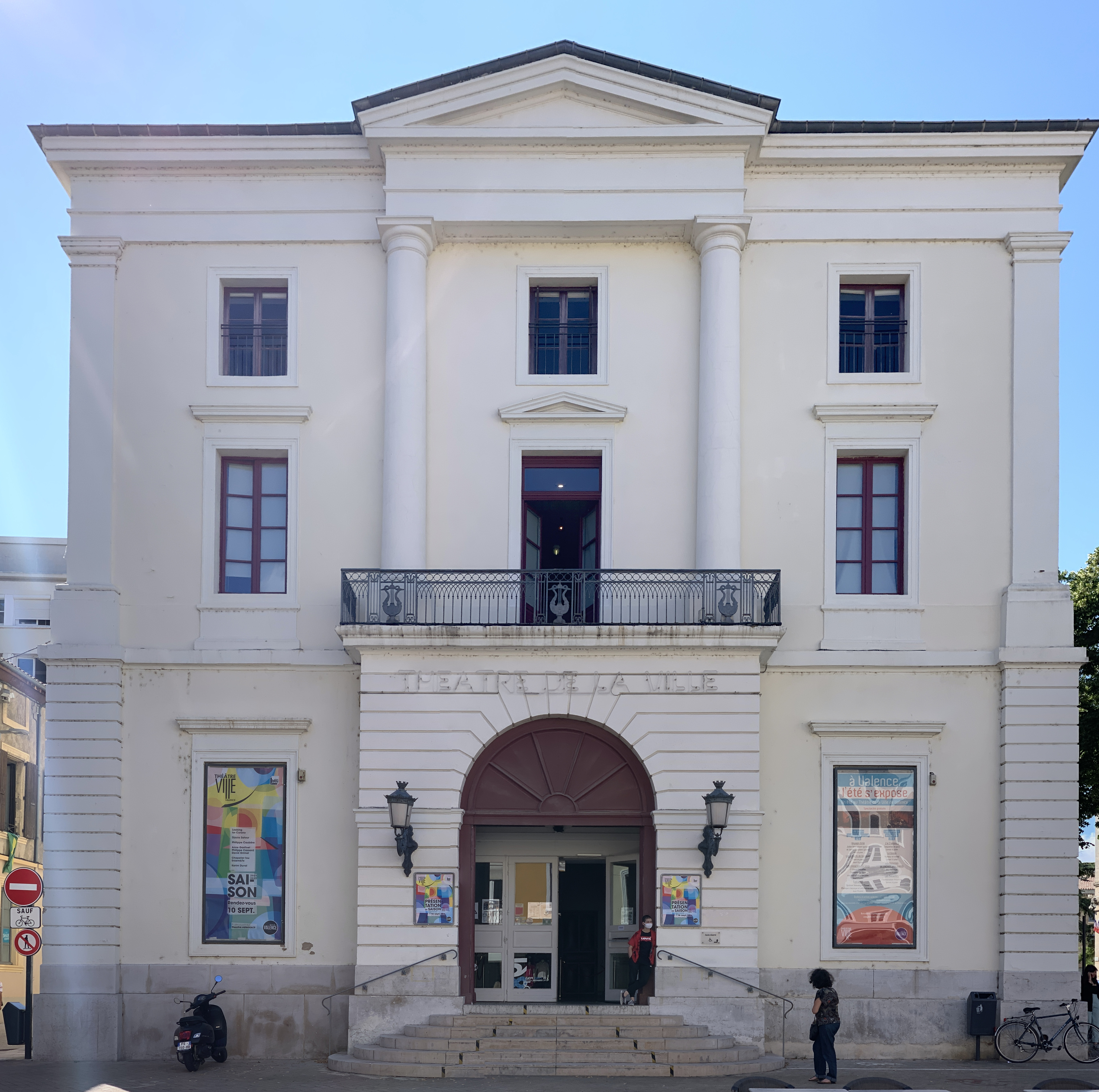
Théâtre de la Ville.

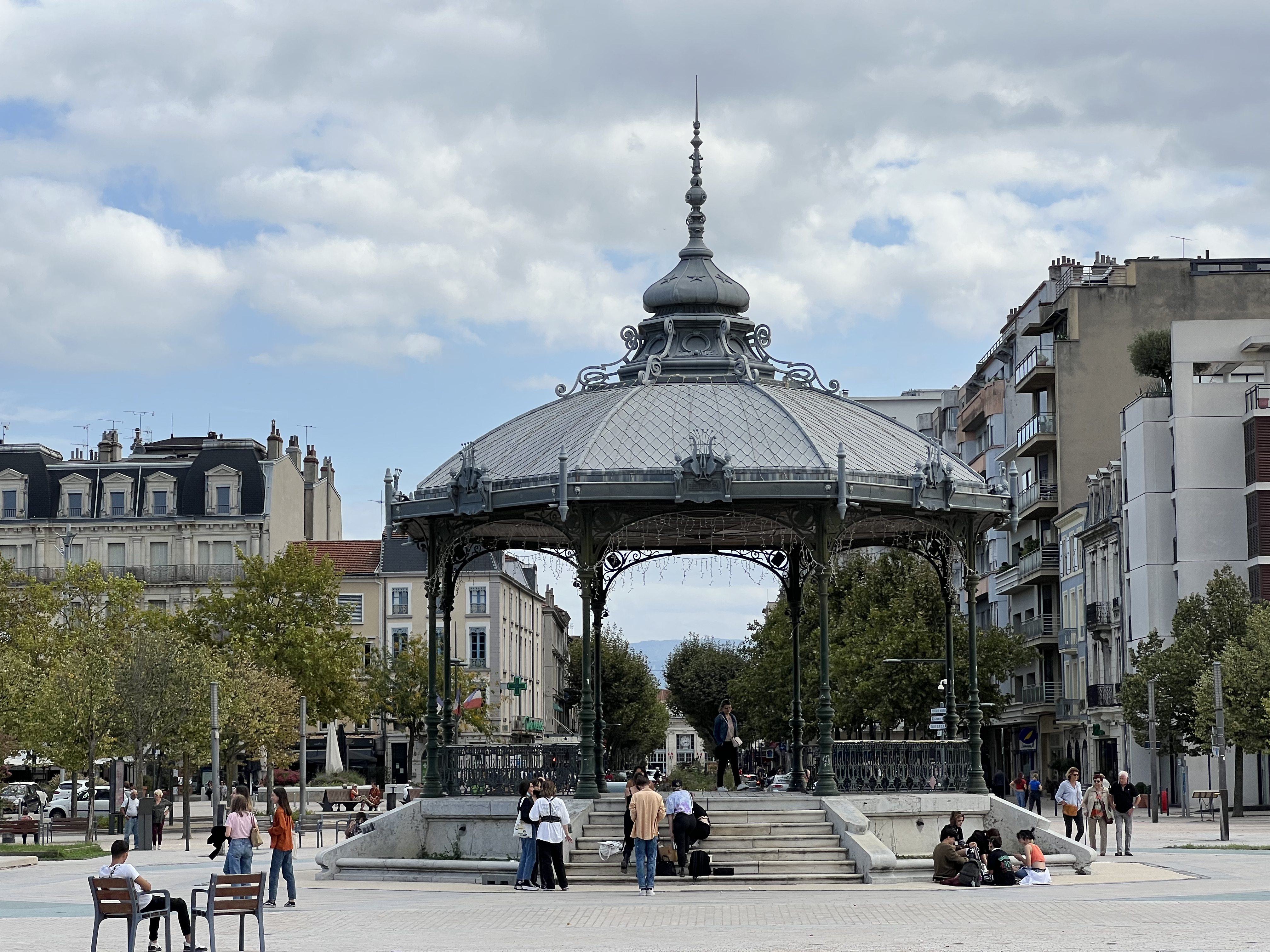
Vue sur le kiosque Peynet au sein du Champ de Mars.

- Kiosque Peynet
- Fontaine monumentale
- Théâtre de la Ville
- Hôtel des Ponts et Chaussées

### Festivals
- Festival sur le Champ !

## Commerces

### Les boulevards de Valence
Les « boulevards de Valence » sont les principales artères commerçantes du centre-ville et se divisent en trois boulevards principaux : Bancel, Maurice Clerc et d'Alsace. Le boulevard Bancel (orienté est-ouest) longe l'avenue Gambetta et le boulevard Général de Gaulle ; le boulevard Maurice Clerc (orienté nord-sud) longe l'avenue Félix Faure ; et le boulevard d'Alsace (dans la continuité de Maurice Clerc) longe l'avenue Sadi Carnot. S'étendant du pont Frédéric-Mistral (via l'avenue Gambetta) jusqu'à l'hôtel de préfecture de la Drôme, les boulevards forment une large promenade tracée sur l'ancien emplacement des remparts et bordée d'immeubles de style « hausmannien ». Un espace vaste et central accueille le marché, de part et d’autre de la place Leclerc.
Entre 2004 et 2009, les boulevards ont fait l'objet d'un vaste plan de restructuration urbaine et d'embellissement. Ils sont très animés, y compris en soirée, et sont bordés de commerces, de boutiques, de restaurants, d'hôtels, de bars et de terrasses de cafés ; on y trouve aussi des kiosques à journaux, un manège, des buvettes ou encore des services tels que l'office de tourisme et le siège de la Citéa.
Les principales rues commerçantes du quartier :
- Avenue Victor Hugo (de la rue Mésangère au boulevard Général de Gaulle)
- Avenue Félix Faure
- Avenue Pierre Semard
- Avenue Gambetta
- Boulevard Général de Gaulle
- Rue Émile Augier
- Rue Madier de Montjau
- Rue des Alpes (de l'avenue Félix Faure à la rue Berthelot)
- Boulevard Bancel
- Boulevard d'Alsace

À l'initiative de la ville de Valence, une grande roue de 35 m, 65 tonnes et 24 nacelles est installée depuis 2015 au niveau de la fontaine monumentale, à l'angle des boulevards Bancel et Maurice Clerc. L'espace devant la fontaine est tout juste assez large pour accueillir la roue. 17 000 personnes ont emprunté la grande roue en 2015. Elle est installée du 24 novembre au 4 janvier chaque année lors des Fééries d'hiver et du marché de Noël organisés par la ville.

### Centre Commercial Victor Hugo
Ouvert en 1994, le Centre Commercial Victor Hugo est situé au 17 avenue Victor Hugo en plein cœur du centre-ville de Valence. La façade Art nouveau du centre commercial rappelle le magasin « Aux Dames de France » qui siégeait autrefois à cet emplacement. D'une surface de 10 434 m2, le centre commercial compte environ 40 enseignes dont une Fnac (la seule en Drôme/Ardèche), un McDonald's, La Croissanterie (restauration rapide), un Nature et Découvertes (randonnée, bien-être, science, voyages, senteurs), un Brice (vêtements pour homme), un Courir (magasin de sport), un Celio (prêt-à-porter masculin), un Naf Naf (prêt-à-porter féminin), un Morgan (collections de vêtements et d'accessoires de mode féminins et tendance), un Burton (magasin de vêtements), un Armand Thiery (magasin de prêt-à-porter), un H&M (prêt-à-porter pour femmes, enfants et hommes), un Marionnaud (parfumerie), un Histoire d'or (bijouterie), des opticiens, une agence de voyages, des boutiques de lingerie, de sacs à main, etc.
Le CC Victor Hugo fait partie d'un ensemble comprenant un parking souterrain de 400 places, des bureaux et des logements. Le centre commercial est la propriété de la société Klépierre.

### Les Nouvelles Galeries

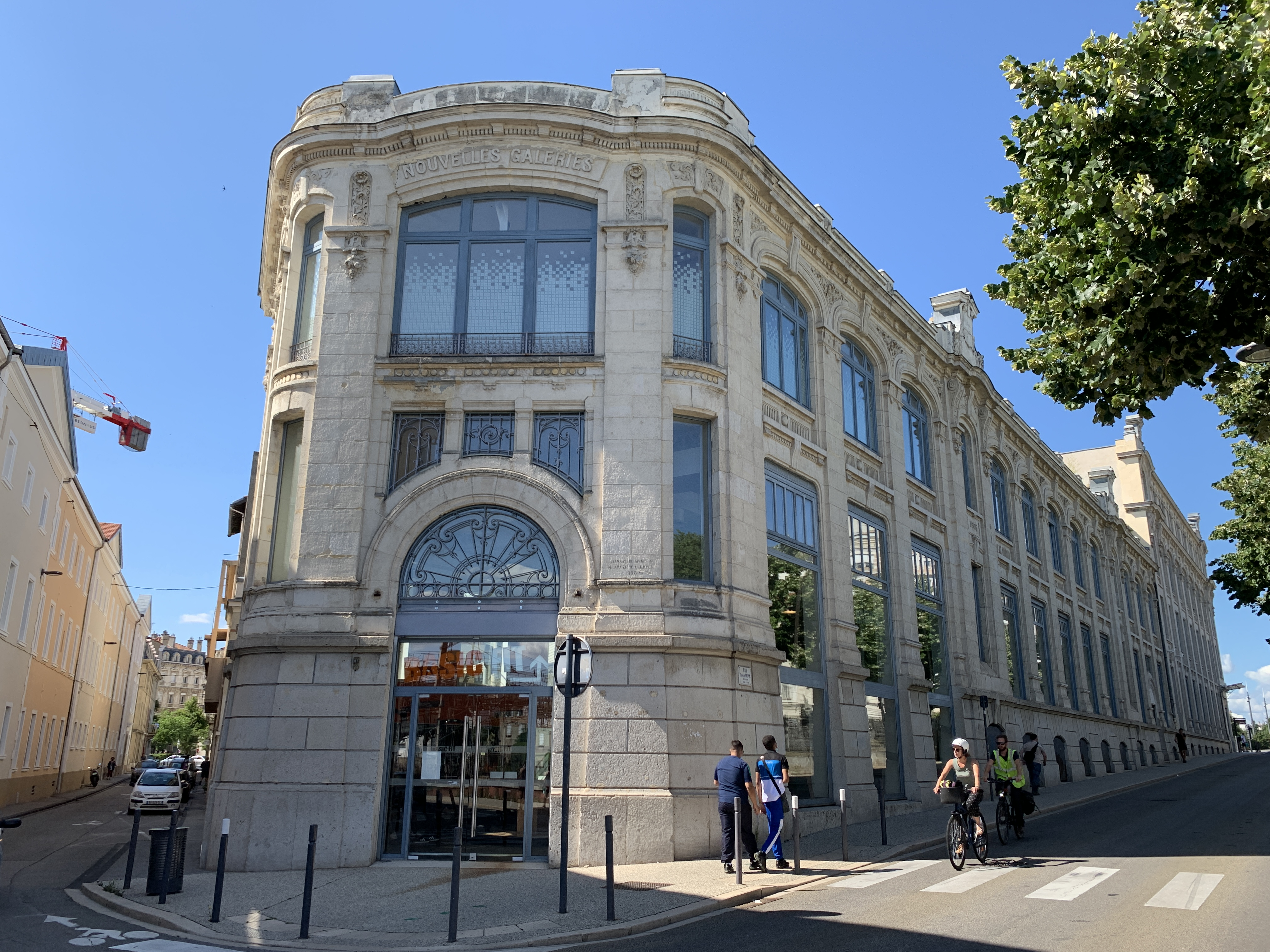
Les Nouvelles Galeries, depuis la rue Denis Papin.

Totalisant un espace de 5 000 m2 (2 000 m2 d'espaces de ventes), distribués entre rez-de-chaussée et 3 étages, cet ensemble héberge quelque 250 marques. Un restaurant avec terrasse installé sur le toit de l'immeuble offre une vue imprenable sur la ville. L'intérieur du bâtiment est orné d'un poutrage Eiffel riveté, d'un escalier en marbre rose, et d'un carrelage daté de 1908.
Érigé à la fin du XIXe siècle pour accueillir le « Bazar de Valence », le bâtiment s'était vu doté d'une nouvelle façade en 1922 puis, après avoir été transformé en « Nouvelles Galeries », avait fermé ses portes en 2000. Après 4 ans de travaux, le bâtiment rouvre le 12 décembre 2014 sous le nom des « Galeries de Valence », avant de fermer définitivement début 2016,.

## Salles de cinéma
Dans les années d'après guerre, Valence comprenait six salles de cinéma. Par ordre d'ancienneté, le cinéma Pathé Frères est devenu l'Alhambra puis le Paris. Le cinéma le Palace est devenu le Navire, le Rex qui à sa disparition a été ajouté au Monoprix Avenue Pierre Semard, le Provence est devenu le CRAC puis le Lux, le Chalet (Rue Fulton) fut remplacé par un immeuble et enfin le plus récent Le Mistral dont on peut encore voir la façade Rue Chalamet. À ce jour Valence possède trois cinémas Le multiplexe Pathé, le Navire et le Lux. À la même époque, dans l'agglomération, existaient deux cinémas à Bourg-lès-Valence, l'ABC et le Familia et à Portes-lès-Valence Le ciné Laic et le ciné Foyer.
Ci-dessous, les salles de cinéma situées dans le centre-ville de Valence :
- Cinéma Pathé Valence (53 Avenue de Romans) ;
- Cinéma Le Navire (9 Boulevard d'Alsace) ;
- LUX Scène Nationale de Valence (36 Boulevard Général de Gaulle).

## Enseignement

### Écoles maternelles et primaires
- École Louis Pergaud
- École Saint Félix

### Enseignement secondaire
- Institution Notre Dame
- Cité scolaire Camille Vernet
- Collège Paul Valéry
- Collège privé Sainte Anne
- Lycée professionnel La Providence
- Cité scolaire Emile Loubet
- Collège et lycée Saint Victor
- Collège Jean zay
- Collège Marcel Pagnol
- Lycée polyvalent Algoud-Laffemas
- Lycée Technologique et Professionnel Montplaisir
- Lycée Professionnel Amblard
- Lycée Professionnel Montesquieu

## Transports

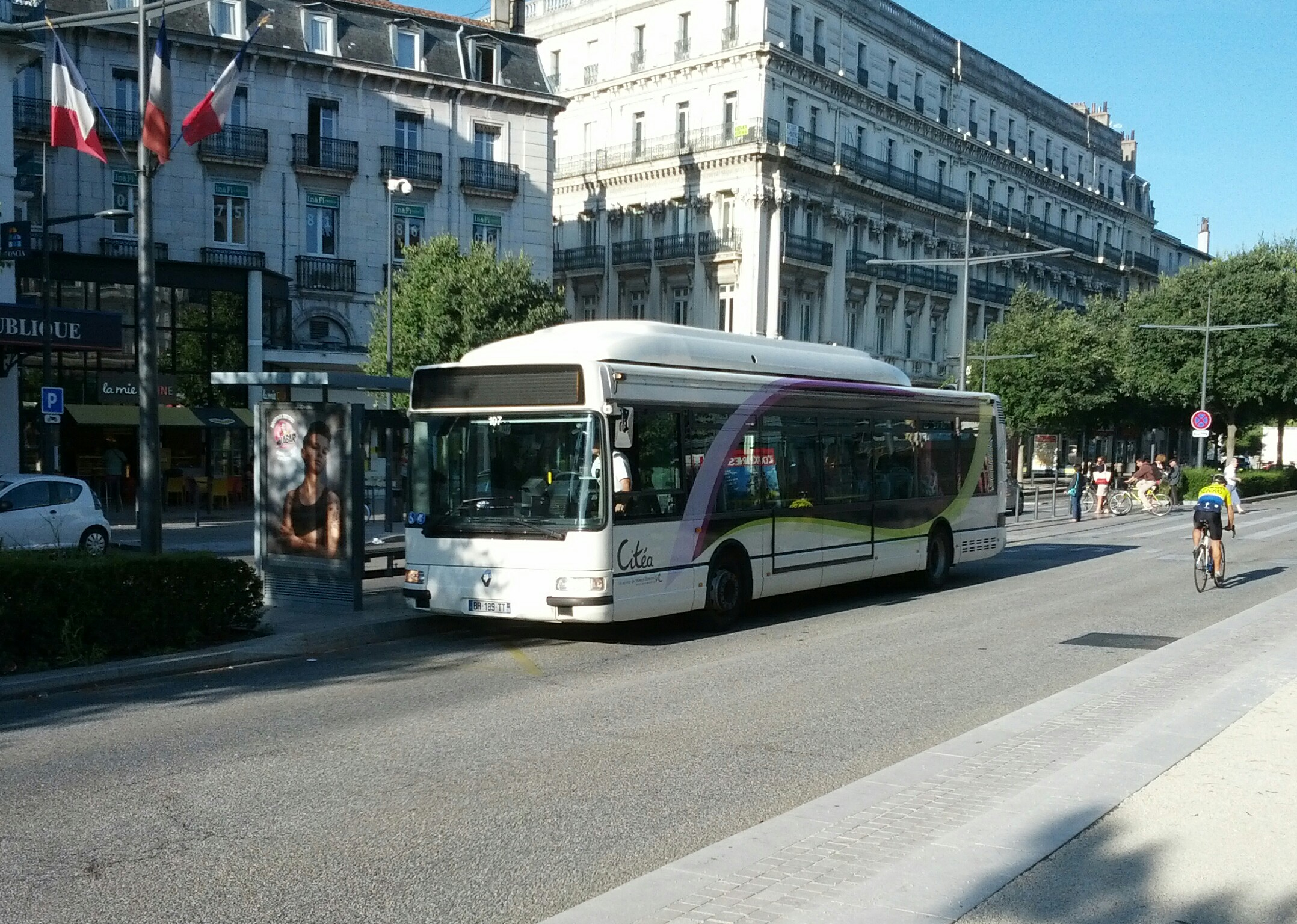
Un bus de la Citéa sur l'avenue Gambetta, à proximité de la place de la République.

Depuis les années 1960, l'autoroute A7 longe le Rhône et traverse le centre-ville de Valence en le coupant du fleuve. Un projet d'enfouissement de l'autoroute à hauteur du centre-ville était à l'étude sous les municipalités Labaune (UMP) et Maurice (PS), mais fut abandonnée par la municipalité Daragon (LR) au profit d'une couverture partielle de l'autoroute aménagée en promenade à hauteur du pont Frédéric-Mistral et du parc Jouvet, l'opération étant nettement moins coûteuse. Le projet fut validé afin de permettre aux Valentinois d'accéder plus aisément aux berges du Rhône mais aussi de réduire la pollution sonore engendrée par le passage incessant des poids-lourds et des automobilistes, l'A7 étant l'une des autoroutes les plus empruntées d'Europe de l'Ouest.

### Transports en commun
Le quartier est desservi par les bus urbains du réseau Citéa. De nombreuses lignes de bus convergent par le centre-ville. Les lignes suivantes :  Cité 1,  Cité 2,  Cité 4,  Cité 5,  6,  8,  9,  10,  13,  14,  15 et  20 s'entrecroisent à l'arrêt principal du réseau appelé Pôle Bus (sur le boulevard Bancel) en plein cœur du centre-ville. Le Pôle Bus est le point de correspondance de l'ensemble des lignes Citéa (hormis les lignes 7 et 11) de l'agglomération valentinoise. Environ 10 autres arrêts Citéa desservent le quartier.

### Transport ferroviaire

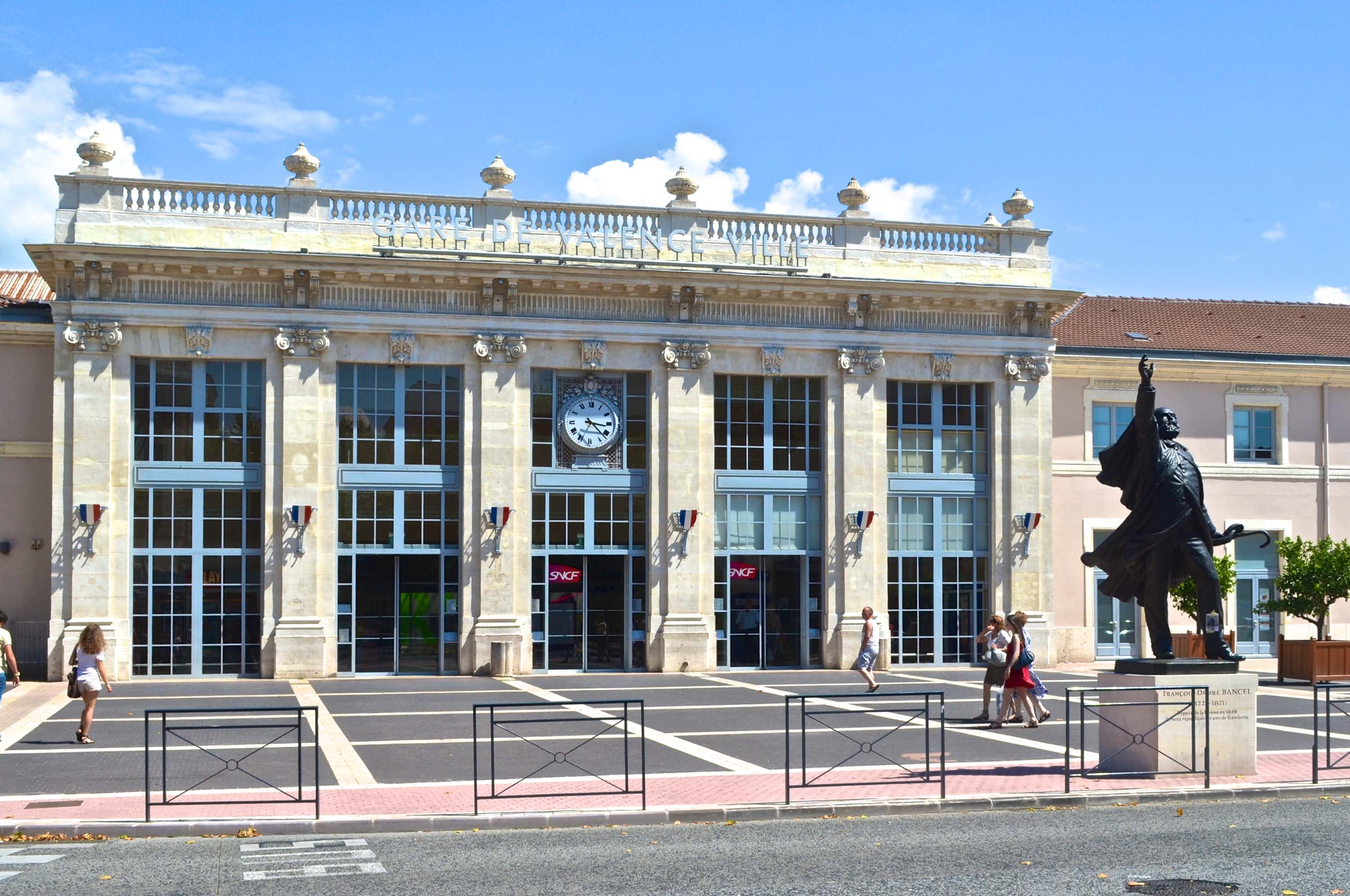
Gare de Valence-Ville.

Mise en service depuis 1854, la gare de Valence-Ville est une gare ferroviaire des lignes de Paris-Lyon à Marseille-Saint-Charles et de Valence à Moirans, située à proximité du centre-ville. Elle dessert également la gare de Valence TGV à environ 10 kilomètres au nord-est de la ville.

### Vélos en libre-service
Depuis 2010, le quartier est doté d'un système de vélos en libre-service appelé Libélo. Il comprend 200 vélos en location longue durée répartis à travers 20 stations dont 6 dans le centre-ville : Préfecture, Mairie de Valence, Pôle Bus, République, Gare, et Briand.

## Places
- Place de la République
- Place de l'Hôtel de ville
- Place de la Liberté
- Place Leclerc
- Place Montalivet
- Place Missak-Manouchian
- Place Aristide Briand

## Espaces verts
- Parc Jouvet
- Esplanade du Champ de Mars
- Parc Itchevan
- Square Charles Aznavour
- Square Juiverie
- Square Balsan
- Square Lesdiguiere

## Galerie d'images

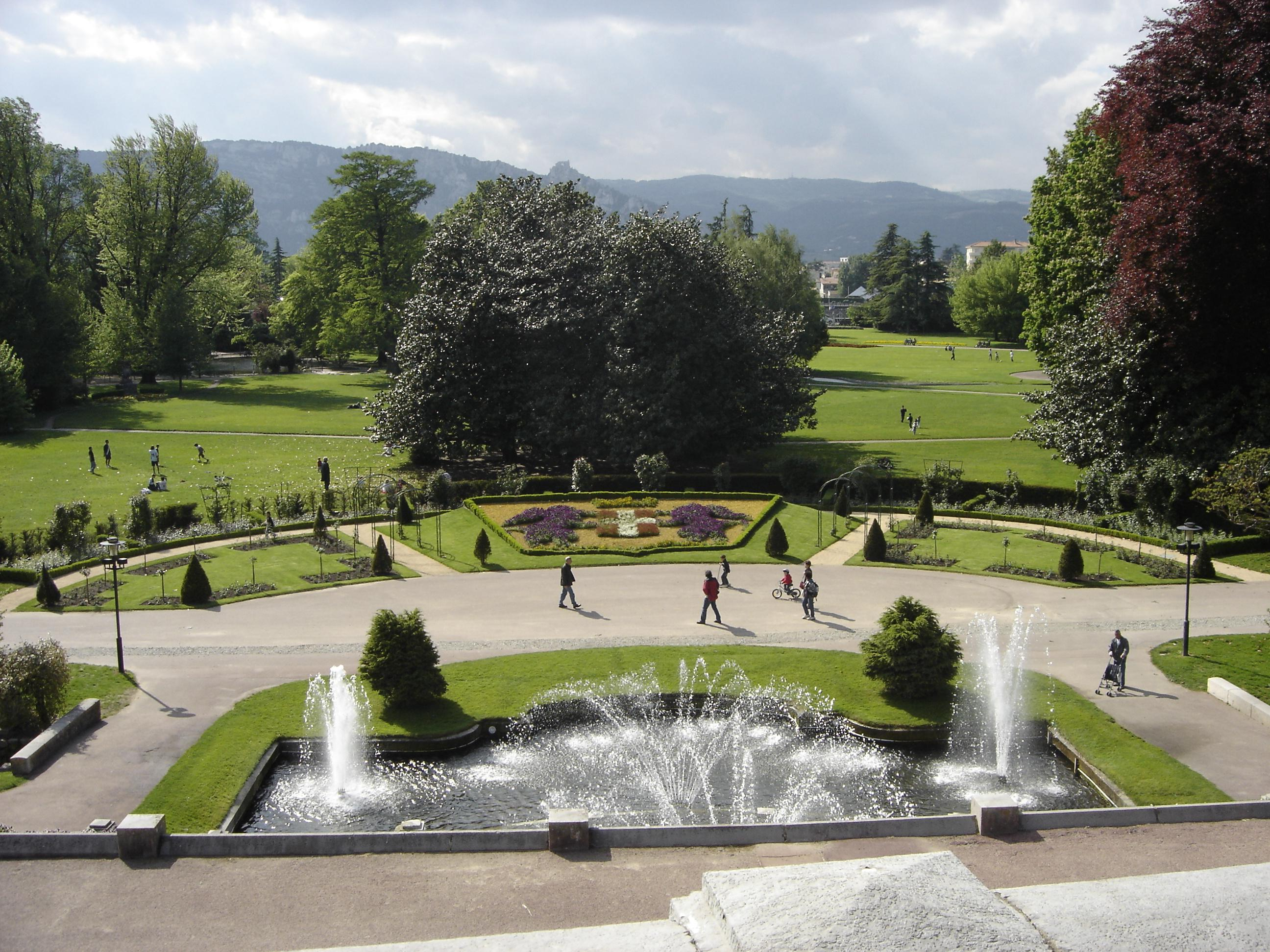
Bassin-fontaine du parc Jouvet.
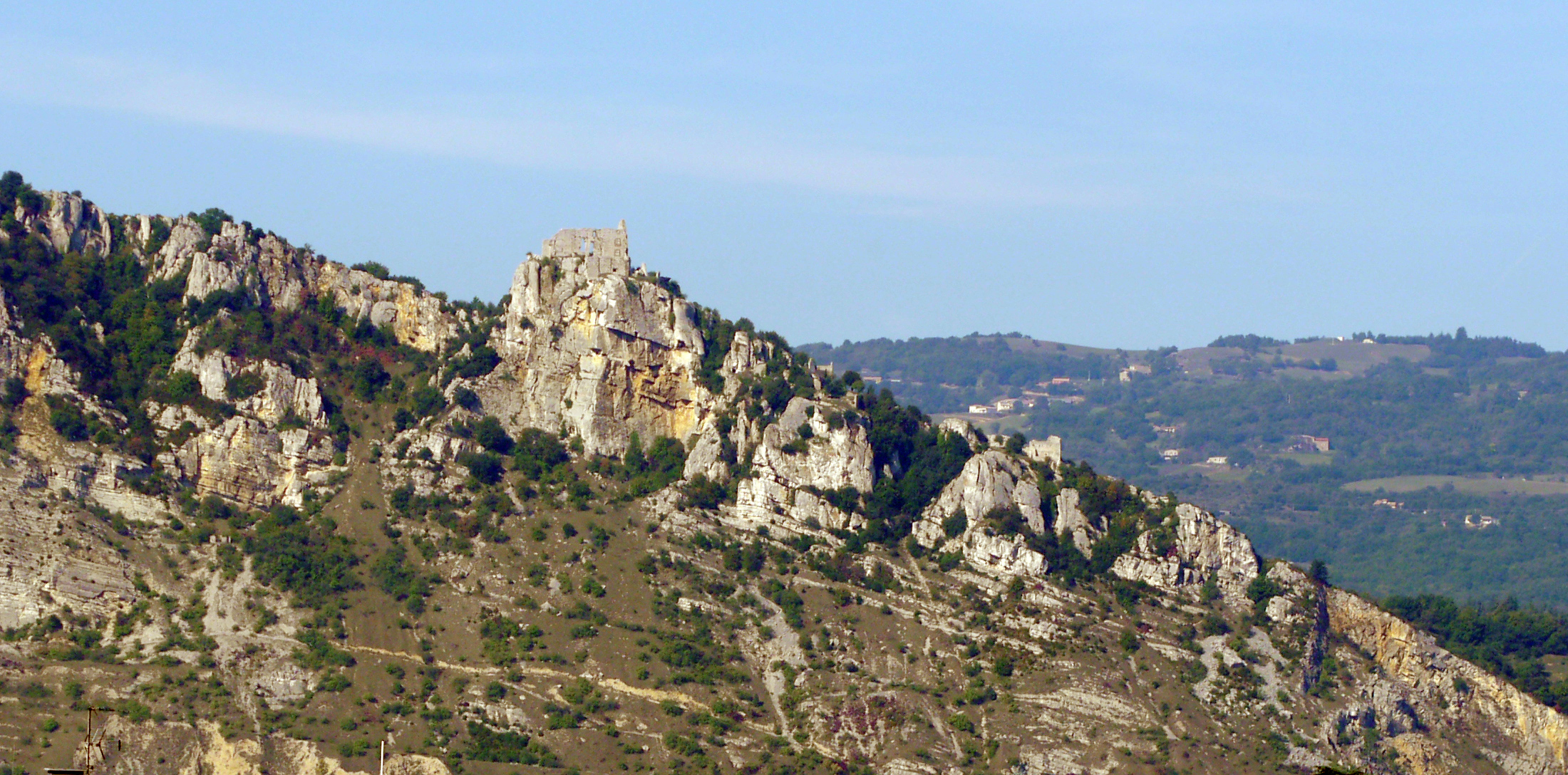
Vue sur la colline et la façade du château de Crussol (Ardèche) depuis le Champ de Mars.
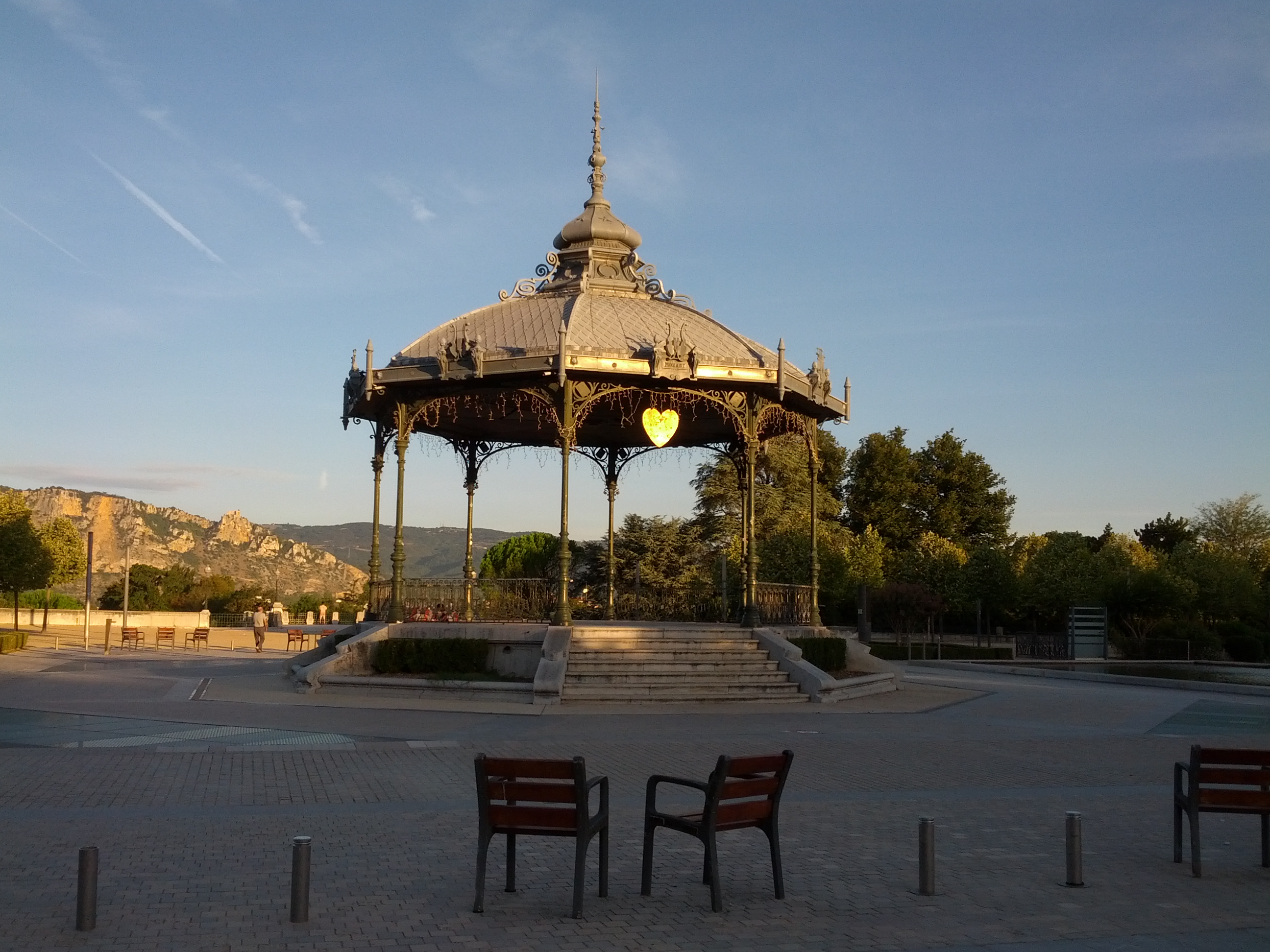
Lever de soleil sur le kiosque Peynet.
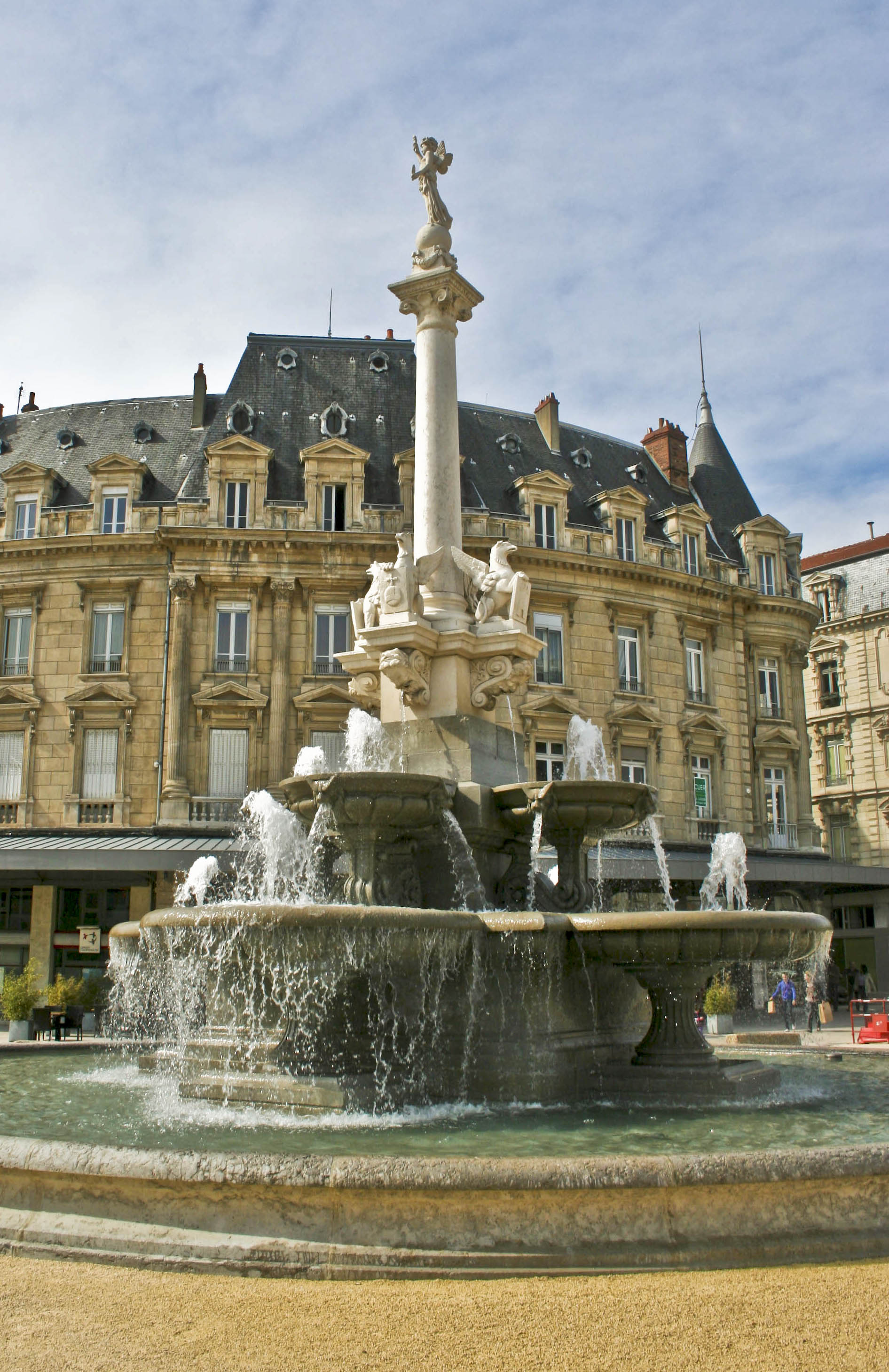
La fontaine monumentale.
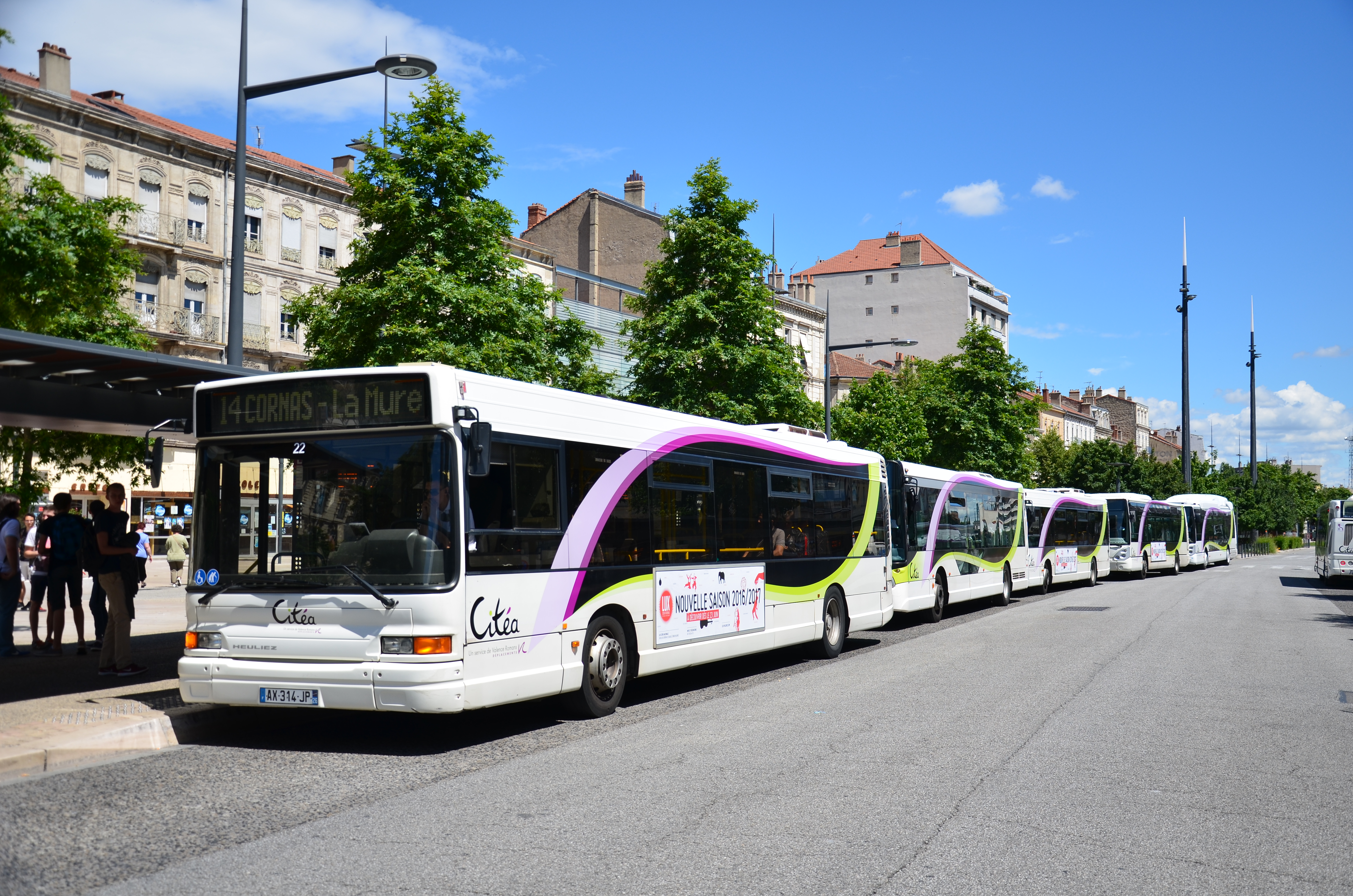
Bus de la Citéa au point de correspondance Pôle Bus.